# Fuga da Zahrain
Fuga da Zahrain (Escape from Zahrain) è un film del 1962 diretto da Ronald Neame.
È un film d'avventura statunitense con Yul Brynner, Anthony Caruso e Sal Mineo. Il film è ambientato nello stato immaginario di Zahrain, nella penisola arabica. I personaggi principali sono parte di un gruppo di prigionieri condannati che fuggono attraverso il deserto nel tentativo di raggiungere il Protettorato di Aden. È basato sul romanzo Appointment in Zahrein di Michael Barrett.

## Trama
In uno stato mediorientale soggiogato da un perfido tiranno, una parte della popolazione combatte ogni giorno per la libertà. Il capo della resistenza, Sharif, è imprigionato nelle segrete del palazzo reale nell'attesa di essere fucilato. I suoi compagni hanno deciso di liberarlo nel momento in cui verrà trasportato al luogo dell'esecuzione. La mattina della fucilazione i rivoluzionari assaltano il blindato della polizia e liberano Sharif. Nella sparatoria che segue resta coinvolto anche Huston, un avventuriero americano. I due uomini devono trovare entrambi un modo per oltrepassare il confine. Huston ha un piano: sequestra un'ambulanza con a bordo il guidatore e un'infermiera, Laila, e si avventura nel deserto. Ben presto i fuggiaschi vengono raggiunti dalla polizia. Dopo molte avventure riusciranno a salvarsi, Huston potrà tornare a casa ma per Sharif continuerà la lotta, con a fianco un nuovo alleato, Laila.

## Produzione
Il film, diretto da Ronald Neame su una sceneggiatura di Robin Estridge con il soggetto di Michael Barrett (autore del romanzo), fu prodotto da Ronald Neame per la Paramount Pictures e girato, tra le altre location, nel deserto del Mojave in California.

## Distribuzione
Il film fu distribuito negli Stati Uniti dal 23 maggio 1962 al cinema dalla Paramount con il titolo Escape from Zahrain.
Alcune delle uscite internazionali sono state:
- in Giappone il 14 luglio 1962
- in Germania Ovest nell'ottobre del 1962 (Flucht aus Zahrain)
- in Finlandia il 5 ottobre 1962 (Pako Zahrainista)
- in Austria nel novembre del 1962 (Flucht aus Zahrain)
- in Svezia il 26 novembre 1962
- in Danimarca il 18 marzo 1963 (Flugten fra Zahrain)
- in Turchia nell'aprile del 1966 (Korkunç firar)
- in Grecia (Drapetai tou Zahrain)
- in Spagna (Fuga de Zahrain)
- in Francia (Les fuyards du Zahrain)
- in Brasile (Os Fugitivos de Zahrain)
- in Italia (Fuga da Zahrain)

## Promozione
La tagline è: "Escape to Explosive Adventure!".

## Critica
Secondo il Morandini
il film è un "fiacco esempio di cinema d'azione avventurosa su sfondi esotici" che soffre di "ritmo lento, poche invenzioni, personaggi sfocati". Secondo Leonard Maltin è un "film dal passo lento" in cui "almeno la fotografia è buona".